# Earl Slick
Earl Slick (* jako Frank Madeloni; 1. října 1952 Brooklyn, New York, USA) je americký rockový kytarista.
V letech 1983–1986 byl členem tria Phantom, Rocker & Slick a od roku 2011 je členem skupiny New York Dolls. Rovněž spolupracoval s Davidem Bowiem, Davidem Coverdalem, Yoko Ono a Johnem Lennonem nebo Johnem Waitem.

## Diskografie
Vlastní alba
- The Earl Slick Band (1976)
- Razor Sharp (1976)
- Silver Condor (1981)
- In Your Face (1991)
- Lost and Found (2000)
- Live '76 (2001)
- Slick Trax (2002)
- Zig Zag (2003)

Ostatní
- Diamond Dogs (David Bowie, 1974)
- Young Americans (David Bowie, 1975)
- Station to Station (David Bowie, 1976)
- Double Fantasy (John Lennon a Yoko Ono, 1980)
- Milk and Honey (John Lennon a Yoko Ono, 1984)
- Into the Light (David Coverdale, 2000)
- Heathen (David Bowie, 2002)
- Reality (David Bowie, 2003)
- The Next Day (David Bowie, 2013)